# Damiano Tommasi
Damiano Tommasi (Negrar, Verona, Italia, 17 de mayo de 1974) es un político y exfutbolista italiano. Actualmente se desempeña como alcalde de la ciudad de Verona. En su época como jugador profesional de fútbol actuó en la posición de centrocampista en equipos de Italia, España, Inglaterra, China y San Marino, e integró la selección de fútbol de Italia que disputó la Copa Mundial de Fútbol de 2002.

## Trayectoria deportiva
Aunque Tommasi nació en Negrar, pasó su infancia y adolescencia temprana en el pequeño pueblo de montaña de Sant’Anna d’Alfaedo, una localidad de la provincia de Verona.
Se formó como futbolista en las divisiones juveniles del Negrar, del San Zeno y del Hellas Verona. En ese último club hizo su debut como profesional en 1993, jugando en la Serie B. Por esos años cobró notoriedad en su país por un asunto extradeportivo: se declaró como objetor de conciencia, motivo por el cual evitó realizar el servicio militar obligatorio.
Fue fichado por la A.S. Roma en 1996, ganándose así la oportunidad de desempeñarse en la Serie A durante una década. Fue titular en el equipo que obtuvo el scudetto en la temporada 2000-01.
Dejó el fútbol italiano en 2006 para fichar por el Levante UD de la ciudad de Valencia, España. Allí permaneció dos temporadas pero, tras el descenso a la Segunda División de España del equipo levantino, Tommasi fue contratado por el Queens Park Rangers Football Club de la Football League Championship de Inglaterra. 
En enero de 2009 pasó a jugar en el Tianjin Teda de la Superliga China. A partir de esa experiencia escribió y publicó el libro Mal di Cina.
Luego de tres años de actuar fuera de su país, regresó en el verano de 2009 a Italia, incorporándose al Sant'Anna d'Alfaedo.
Tras su retiro en 2011 se convirtió en el dirigente del sindicato de los futbolistas italianos, la Associazione Italiana Calciatori, donde hizo campaña sobre el valor educativo del fútbol, contra la violencia en los estadios y especialmente contra el racismo.
Volvió a competir profesionalmente en 2015, cuando se unió como refuerzo al SP La Fiorita de San Marino para jugar en la Europa League.

#### Clubes
| Club                | País       | Año         |
| ------------------- | ---------- | ----------- |
| Hellas Verona       | Italia     | 1993 - 1996 |
| AS Roma             | Italia     | 1996 - 2006 |
| Levante UD          | España     | 2006 - 2008 |
| Queens Park Rangers | Inglaterra | 2008        |
| Tianjin Teda        | China      | 2009        |
| Sant'Anna d'Alfaedo | Italia     | 2009 - 2011 |
| SP La Fiorita       | San Marino | 2015 - 2018 |

### Selección nacional
Tommasi representó a su país tanto a nivel juvenil como a nivel absoluto. 
Fue parte de la selección de fútbol sub-21 de Italia que conquistó el título en la Eurocopa Sub-21 de 1996. Posteriormente, con la selección de fútbol sub-23 de Italia, participó del torneo de fútbol masculino de los Juegos Olímpicos de Atlanta 1996.
Con la selección absoluta hizo su debut en un partido  ante España el 18 de noviembre de 1998. Fue convocado para disputar la Copa Mundial de Fútbol de 2002.

#### Participaciones en Copas del Mundo
| Mundial                        | Sede                  | Resultado        |
| ------------------------------ | --------------------- | ---------------- |
| Copa Mundial de Fútbol de 2002 | Corea del Sur y Japón | Octavos de final |

#### Participaciones en Juegos Olímpicos
| Mundial                          | Sede    | Resultado    |
| -------------------------------- | ------- | ------------ |
| Juegos Olímpicos de Atlanta 1996 | Atlanta | Primera fase |

## Palmarés

### Campeonatos nacionales
| Título    | Club    | País   | Año  |
| --------- | ------- | ------ | ---- |
| Serie A   | AS Roma | Italia | 2001 |
| Supercopa | AS Roma | Italia | 2001 |

### Copas internacionales
| Título         | Equipo | País   | Año  |
| -------------- | ------ | ------ | ---- |
| Europeo sub-21 | Italia | España | 1996 |

## Trayectoria política
Tommasi se presentó como candidato a la alcaldía de Verona en las elecciones del 12 de junio de 2022. Aunque oficialmente independiente, contó en su campaña con el apoyo de una coalición de partidos de centroizquierda. Los votos que obtuvo lo habilitaron para competir en el balotaje del siguiente 26 de junio, donde terminó por imponerse y convertirse oficialmente en el alcalde de una de las ciudades más importante del norte de Italia.